# Pedro de Cantuária
Pedro de Cantuária (em latim: Petrus), foi abade beneditino e companheiro de Agostinho na missão gregoriana de cristianização da Inglaterra. Ele se tornou o primeiro abade do mosteiro que se tornaria a Abadia de Santo Agostinho. Ele foi enviado por Agostinho como emissário à Roma em 600 para levar notícias sobre a missão ao Papa Gregório I. A morte de Pedro é tradicionalmente datada em 607, mas evidências sugerem que ele estaria presente num concílio em Paris em 614 e provavelmente morreu após essa data.

## Vida e obras
Presume-se que Pedro era nativo da Itália como os outros membros da missão gregoriana, que fora enviada pelo papa Gregório I em 596 para cristianizar os anglo-saxões e retirá-los do paganismo anglo-saxônico. Ela desembarcou em Kent em 597 e logo converteu o rei Etelberto de Kent (Æthelberht), que deu à Agostinho as terras na qual ele fundaria o mosteiro que seria rebatizada em sua homenagem no futuro, Cantuária.
O cronista medieval Beda relata que algum tempo após a chegada da missão à Inglaterra, provavelmente no final de 600, Pedro e o colega Lourenço foram enviados de volta a Gregório para levar-lhe notícias sobre os sucessos de Agostinho em Kent e para requisitar mais missionários. Eles também levaram ao papa uma série de perguntas enviadas por Agostinho sobre como proceder com a missão e cujas respostas eles levaram quando retornaram a Kent no ano seguinte. Pedro se tornou o abade do mosteiro fundado em Cantuária, originalmente dedicado aos santos Pedro e Paulo, mas posteriormente re-dedicada a Santo Agostinho após a morte do líder da missão. Beda descreve Pedro como sendo abade e presbítero.

## Morte e devoção
Pedro se afogou quando cruzava o Canal da Mancha a caminho da Gália, num lugar chamado de Ambleteuse, perto de Bolonha. Ele foi apressadamente enterrado num local próximo, mas Beda relata que após um luz ter mantido a cova iluminada todas as noites, os locais perceberam que Pedro era um santo, exumaram seu corpo e o re-enterraram em Bolonha. A data real da morte é incerta e, como sua festa é celebrada em dois dias diferentes, 30 de dezembro ou 6 de janeiro, a informação não ajuda a resolver o mistério. Segundo Thomas de Elmham, um cronista do século XV, a morte teria ocorrido um ano, sete meses e três semanas após a de Agostinho. Se isto for verdade, ela teria então ocorrido entre 605 e 611. Porém, essa informação está em contradição com fato de que Pedro estava presente no concílio de Paris de 614, convocado por Clotário II, e é possível que ele tenha morrido justamente retornando de lá.
Pedro é considerado um santo, com festa celebrada em 6 de janeiro. Seu culto foi confirmado em 1915. Uma Vida de Pedro (Vita Petri), escrita por Eadmer no século XII, existe num manuscrito, mas é pouco confiável. Há evidências de que Pedro tenha sido também venerado em Bolonha no século XV e um igreja ali estava associada a ele, embora seja improvável que o culto tenha se iniciado ali.